# Vale în Jos
Vale în Jos – wieś w Rumunii, w okręgu Alba, w gminie Ponor. W 2011 roku liczyła 125 mieszkańców.